# Nunataki Shchitovye
Nunataki Shchitovye är en nunatak i Antarktis. Den ligger i Östantarktis. Australien gör anspråk på området. Toppen på Nunataki Shchitovye är 1 599 meter över havet.
Terrängen runt Nunataki Shchitovye är huvudsakligen platt. Trakten är obefolkad. Det finns inga samhällen i närheten.